# Jacques Lefèvre d’Étaples

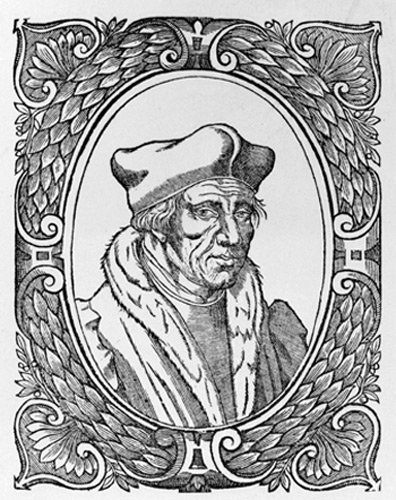
Jacques Lefèvre d’Étaples

Jacques Lefèvre d’Étaples, łac. Jacobus Faber Stapulensis (ur. ok. 1455, zm. 1536) – francuski humanista, filozof i teolog, tłumacz Biblii. Jeden z prekursorów reformacji we Francji.

## Życiorys
Pochodził z Étaples w Pikardii. Niewiele wiadomo na temat jego wczesnego życia. Studiował na Uniwersytecie Paryskim, gdzie uzyskał tytuł mistrza sztuk wyzwolonych, zostając później wykładowcą. Został także wyświęcony na księdza. W latach 1491–1492 odbył podróż na Półwysep Apeniński, gdzie nawiązał znajomość z czołowymi postaciami włoskiego renesansu takimi jak Ermolao Barbaro, Marsilio Ficino czy Giovanni Pico della Mirandola. Skierował także wówczas swoje zainteresowania w kierunku filozofii greckiej, szczególnie Arystotelesa, którego dzieła przygotował do publikacji w nowej edycji krytycznej, odrzucając scholastyczne komentarze narosłe w okresie średniowiecza. Studiował również Biblię i pisma Ojców Kościoła. Po 1500 roku zrezygnował z posady wykładowcy uniwersyteckiego i wycofał się z życia publicznego, by oddać się prywatnym studiom. W 1507 roku objął posadę bibliotekarza w opactwie Saint-Germain-des-Prés.
W 1509 roku ogłosił krytyczne wydanie Księgi Psalmów (Quincuplex Psalterium), a w 1512 roku komentarz do listów św. Pawła. Utrzymywał kontakty z Erazmem z Rotterdamu, z którym jednak różnił się w poglądach co do sposobu rewizji niektórych ustępów łacińskiego tekstu Biblii. W 1517 i 1518 roku ogłosił dwa eseje na temat postaci Marii Magdaleny, gdzie poddał krytyce popularny pogląd utożsamiający ją z kobietą cudzołożną. Prace Lefèvre’a cieszyły się uznaniem w gronie humanistów i zwolenników reformy Kościoła, wywarły wpływ m.in. na młodego Marcina Lutra.
W 1521 roku został oskarżony przez teologów z Sorbony o herezję i zmuszony do opuszczenia Paryża. Osiadł w diecezji Meaux, gdzie zaangażował się w zainicjowany przez biskupa Guillaume’a Briçonneta ruch odnowy życia religijnego. Propagował znajomość Ewangelii wśród ludu, publikując popularne komentarze biblijne. W 1523 roku ogłosił tłumaczenie Nowego Testamentu z łaciny na język francuski (Traduction française du Nouveau Testament), a dwa lata później także tłumaczenie Księgi Psalmów. Pełny jego przekład Biblii z łaciny ukazał się w roku 1530 – był to pierwodruk Biblii w języku francuskim. Biblia ta została potępiona przez Kościół. Jego tłumaczenie Nowego Testamentu wykorzystał Pierre Robert Olivétan, gdy opracowywał swój przekład Biblii na język francuski.
Oskarżony o sprzyjanie luteranizmowi, musiał w 1525 roku uciekać do Strasburga. Po powrocie do Francji w 1526 roku mianowany został przez króla Franciszka I dyrektorem biblioteki królewskiej w Blois i nauczycielem dzieci monarchy. W 1530 roku osiadł w Królestwie Nawarry, spędzając resztę życia na dworze królowej Małgorzaty w Nérac. W tym samym roku ukazało się przygotowane przez niego tłumaczenie całej Biblii na język francuski, z powodu panującej we Francji cenzury wydrukowane w Antwerpii. Do końca życia pozostał formalnie katolikiem i oficjalnie nie poparł nigdy żadnej z doktryn protestanckich.